# Оградна
Огра́дна (болг. Оградна) — село в Смолянській області Болгарії. Входить до складу общини Неделино.

## Населення
За даними перепису населення 2011 року у селі проживали 194 особи.
Національний склад населення села:
| Національність   | Кількість осіб | Відсоток |
| ---------------- | -------------- | -------- |
| болгари          | 182            | 97,3%    |
| турки            | 0              | 0%       |
| цигани           | 0              | 0%       |
| інша             | 0              | 0%       |
| не визначились   | 5              | 2,7%     |
| Всього відповіли | 187            |          |

Розподіл населення за віком у 2011 році:
Динаміка населення: